# Willi Waltner
Willi Waltner (* 25. Januar 1934 in Köln; † 26. Juli 1966 in Bonn) war ein deutscher Ringer.
Willi Waltner erlernte schon als Junge das Ringen beim Kölner Club für Kraftsport v. 1893 und wurde 1951 und 1952 deutscher Jugendmeister in der Klasse über 70 kg Körpergewicht. Trotz seiner Jugend erhielt er vom Deutschen-Athleten-Bund (DAB) bei der Nominierung für die Olympischen Spiele 1952 den Vorzug vor Altmeister Willi Liebern, Dortmund. In Helsinki rang er in beiden Stilarten (griechisch-römisch und Freistil). Im griechisch-römischen Stil belegte er einen 4. Platz nach Siegen über Kenneth Richmond, Großbritannien, Antonios Georgoulis, Griechenland, und Niederlagen gegen Tauno Kovanen, Finnland, und Josef Růžička, Tschechoslowakei. Im freien Stil gewann er gegen Natale Vecchi, Italien, unterlag aber gegen Richmond und den späteren Olympiasieger Arsen Mekokischwili, UdSSR, und belegte im Endergebnis den 7. Rang. 1953 konnte er sich erneut für die Teilnahme an der Weltmeisterschaft qualifizieren, die in Neapel im griechisch-römischen Stil stattfand. In der ersten Runde besiegte er László Soltész, Ungarn, traf dann aber auf den mehrfachen Weltmeister Bertil Antonsson, Schweden, und den Olympiasieger von 1952 Johannes Kotkas, UdSSR, der schon 1938, damals noch für Estland startend, bei der Europameisterschaft in Tallinn gegen Kurt Hornfischer aus Nürnberg gewonnen hatte. Gegen beide Ringer verlor Waltner und wurde wieder Siebter.
In den vier Länderkämpfen, in denen er eingesetzt wurde, gewann er über Willy Lardon, Schweiz, Isak Paikin, Dänemark, und Catrix, Frankreich, und unterlag nur Bengt Fahlkvist, Schweden.
Die deutsche Meisterschaft im Schwergewicht im freien Stil gewann Willi Waltner 1953 und 1954.
1955 wurde Willi Waltner als dominierender deutscher Schwergewichtsringer von Wilfried Dietrich aus Schifferstadt abgelöst, der die Gewichtsklasse in den folgenden Jahren dominierte. Willi Waltner startete, obwohl erst 21 Jahre alt, nur noch für seinen Verein in Mannschaftskämpfen und verstarb nach langer schwerer Krankheit 1966, erst 32 Jahre alt in Bonn.